# ソーン-ジトコフ天体
ソーン・ジトコフ天体（英語: Thorne–Żytkow object、TŻO)は、赤色巨星か赤色超巨星の核に中性子星が含まれている仮説上の恒星である。キップ・ソーンとアンナ・ジトコフによって1977年に提唱された。このような天体の候補はいくつか見つかっているが、1999年までに確認されたものはない。2014年に観測されたガンマ線バーストであるGRB 140814Aについて、観測ガンマ線の特性や観測源の星間物質密度の高さなどからTŻOであるとされている。

## 形成
ソーン・ジトコフ天体は、中性子星が恒星（典型的には赤色巨星や赤色超巨星）と衝突して形成される。このような天体衝突は、非常に混雑した星団の中で偶発的に生じる可能性がある。また別の可能性として、連星を構成するの片方の恒星が、超新星爆発を起こして中性子星になる場合にも起こり得る。超新星爆発は厳密な対称性を伴って起きるわけではなく、また質量放出で連星系の拘束エネルギーが変化するため、爆発は連星系の軌道に変化をもたらすことになる。中性子星の新しい軌道は、連星系の片方の恒星と交差することや、またはその恒星が主系列星だった場合、赤色巨星に成長した際に飲み込まれることがある。
中性子星が赤色巨星の外層に突入すると、中性子星と外層の間に働く抗力が連星系の軌道を減衰させ、中性子星と赤色巨星の核は互いの中に落ち込んで行く。最初に離れていた距離に応じて、この過程には、数百年を要する。2つの天体が衝突すると、中性子星と赤色巨星の核は融合する。合計質量がトルマン・オッペンハイマー・ヴォルコフ限界を超えればブラックホールに崩壊し、超えなければ2つの恒星は融合して1つの中性子星となる。

## 性質
中性子星の表面は非常に熱く、温度は109 Kを超える。この熱の大部分は、降着ガスによる核融合と中性子星の重力によるガスの圧縮が由来である。この高温のため、通常は起こらないような核過程が起こる。水素は、通常の恒星内元素合成をするのではなく、融合して異なる同位体の混合物を作り、また、ソーン・ジトコフ天体の内部では、rp過程が起こると考える研究者もいる。
ソーン・ジトコフ天体は、観測上では、赤色超巨星のように見えるか、あるいは、高温により水素に富んだ表層が吹き飛ばされた場合は窒素に富んだウォルフ・ライエ星のように見えると予想されている。